# تاهولا (واشینگتن)
تاهولا (به انگلیسی: Taholah) یک منطقهٔ مسکونی در ایالات متحده آمریکا است که در شهرستان گریز هاربر، واشینگتن واقع شده‌است. تاهولا ۹٫۱۳ کیلومتر مربع مساحت و ۸۴۰ نفر جمعیت دارد و ۲ متر بالاتر از سطح دریا واقع شده‌است.